# Resolution 155 des UN-Sicherheitsrates
Die Resolution 155 des UN-Sicherheitsrates ist eine Resolution, die der Sicherheitsrat der Vereinten Nationen in der 892. Sitzung am 24. August 1960 einstimmig beschloss. Sie beschäftigte sich mit der Aufnahme der Republik Zypern als neues Mitglied in die Vereinten Nationen.

## Hintergrund
Die britische Kolonie wurde am 16. August 1960 auf Grund des Abkommens von Zürich zwischen Großbritannien, Griechenland und der Türkei (1959) unabhängig; die griechisch- und türkischsprachigen Volksgruppen waren gleichberechtigt. Zum ersten Staatspräsidenten wurde Erzbischof Makarios gewählt. In der Verfassung, die wesentlich von Großbritannien bestimmt worden war, wurden der türkischen Volksgruppe feste Repräsentationsrechte eingeräumt.

## Inhalt
Der Sicherheitsrat gab bekannt, dass er die Aufnahme der Republik Zypern als neues Mitglied der Vereinten Nationen geprüft hat und empfahl der UN-Generalversammlung einer Aufnahme zuzustimmen.

## Beitritt
Die Republik Zypern trat den Vereinten Nationen am 20. September 1960 bei.